# Klaudia Adamek
Klaudia Adamek (2 de marzo de 1999) es una deportista de Polonia que compite en atletismo. Ganó una medalla de plata en el Campeonato Europeo de Atletismo por Equipos de 2021, en la prueba de 4 × 100 m.